# Schizomyia tuiuiu
Schizomyia tuiuiu är en tvåvingeart som beskrevs av Urso-guimaraes och De Souza Amorim 2002. Schizomyia tuiuiu ingår i släktet Schizomyia och familjen gallmyggor. Inga underarter finns listade i Catalogue of Life.